# بن فوهی
بن فوهی (انگلیسی: Ben Fouhy؛ زادهٔ ۴ مارس ۱۹۷۹) قایقران کایاک، و قایقران کانو اهل نیوزیلند است.